# Nāḩiyat al ‘Awjah
Nāḩiyat al ‘Awjah (arabiska: ناحية العوجة) är ett underdistrikt i Irak.   Det ligger i provinsen Saladin, i den centrala delen av landet, 150 km norr om huvudstaden Bagdad.